# 2002 FIFAワールドカップブラジル代表
2002 FIFAワールドカップブラジル代表は2002年5月31日～6月30日に韓国と日本で開催された2002 FIFAワールドカップのブラジル代表メンバーである。

## ゴールキーパー
- マルコス
- ジーダ
- ロジェリオ・セニ

## ディフェンダー
- カフー
- ルシオ
- ロッキ・ジュニオール
- エジミウソン
- ロベルト・カルロス
- ベレッチ
- アンデルソン・ポウガ

## ミッドフィールダー
- リカルジーニョ
- ジウベルト・シウバ
- ロナウジーニョ
- クレベルソン
- ヴァンペッタ
- ジュニーニョ・パウリスタ
- カカ

## フォワード
- リバウド
- ロナウド
- デニウソン
- エジウソン
- ルイゾン

## 監督
- ルイス・フェリペ・スコラーリ